# Proletari (Krasnodar)
|  | Per a altres significats, vegeu «Proletari». |

Proletari - Пролетарий (rus) - és un khútor del krai de Krasnodar, a Rússia. Es troba a 7 km al nord-est d'Abinsk i a 63 km al sud-oest de Krasnodar, la capital.
Pertany al municipi d'Abinsk.